# Zuring-rietroest
De zuring-rietroest (Puccinia phragmitis) is een roestschimmel in de familie Pucciniaceae. Deze biotrofe parasiet komt voor op verschillende waardplanten waaronder riet (Phragmites australis). De telia produceert 2-cellige teliosporen.

## Kenmerken

### Uiterlijke kenmerken
Puccinia phragmitis is alleen met het blote oog te herkennen aan de sporenafzettingen die uitsteken op het oppervlak van de waardplant. Ze groeien in groepen die verschijnen als geelachtige tot bruine vlekken en puisten op bladoppervlakken.

### Microscopische kenmerken
Spermogonia
Spermogonia zijn wit en komen aan weerszijden van het blad voor.
Aecia
Zoals bij alle Puccinia-soorten groeit het mycelium van Puccinia phragmitis intercellulair en vormt het zuigfilamenten die in het opslagweefsel van de waardplant groeien. De aecia staan in dichte groepen, zijn cirkelvormig en komen alleen voor aan de onderkant van het blad. Ze hebben een diameter van 0,5 tot 1,5 µm. Ze produceren ongeveer ellipsvormige tot breed ellipsvormige hyaliene aeciosporen met een gerimpeld oppervlak. Deze sporen hebben een grootte van 18-23 × 15-19 µm.
Uredia
De kaneelbruine uredia van de soort groeien aan weerszijden van de bladeren van de waardplant. De vorm is ellipsvormig tot lineair. Verschillende uredia vloeien soms samen. De gele tot goudbruine uredosporen zijn ovaal tot ellipsoïde, fijn stekelig en zonder parafysen. De sporen zijn 26-33 × 20-24 µm groot, de sporenwand is 3 tot 4 µm dik met in het midden 4 tot 5 kiemporen.
Telia
De telia van de soort, die aan beide zijden groeit, is chocoladebruin en vroeg blootgelegd. De diep goudgele tot licht hazelaarbruine teliosporen van de schimmel zijn 2-cellig, meestal ingesnoerd, meestal ellipsvormig en 40-60 × 19-24 µm groot. De steel is kleurloos tot bruinachtig en tot 200 µm lang.

## Verspreiding
De zuring-rietroest komt wereldwijd voor. In Nederland is het een vrij algemene soort.

## Waardplanten
Hij komt voor op:
- Phragmites (Riet)
- Rheum (Rabarber)
- Rumex (Zuring)

Mogelijk komt deze soort ook voor op:
- Fallopia convolvulus (Zwaluwtong)
- Persicaria bistorta (Adderwortel)
- Persicaria maculosa (Perzikkruid)
- Polygonum (Varkensgras)

## Taxonomie
Het werd voor het eerst in 1803 wetenschappelijk beschreven door Christian Friedrich Schumacher, die het Uredo phragmitis noemde. De huidige naam, erkend door de Index Fungorum, werd er in 1854 aan gegeven door Louis René Tulasne.

## Foto's

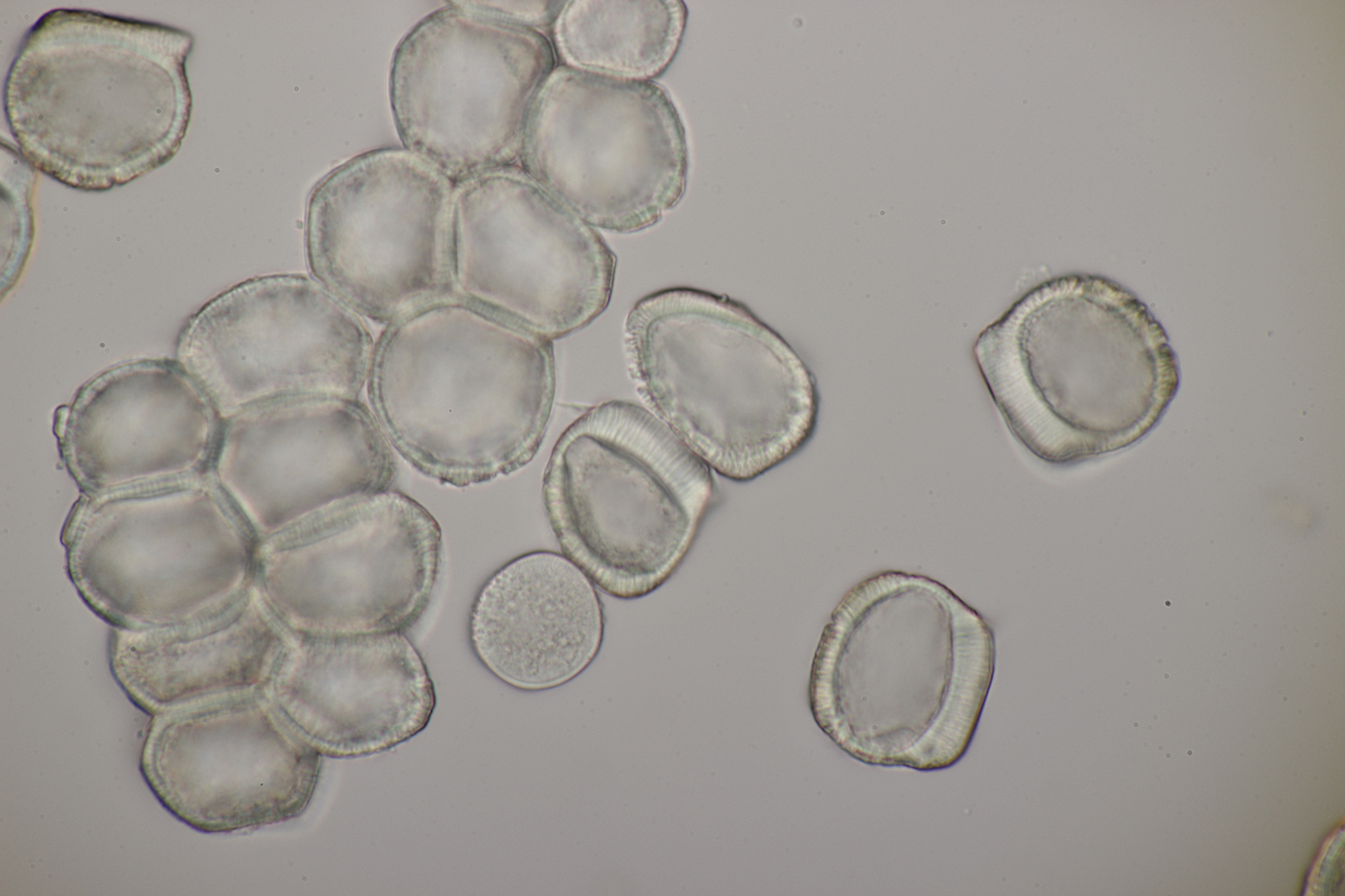
Uredosporen
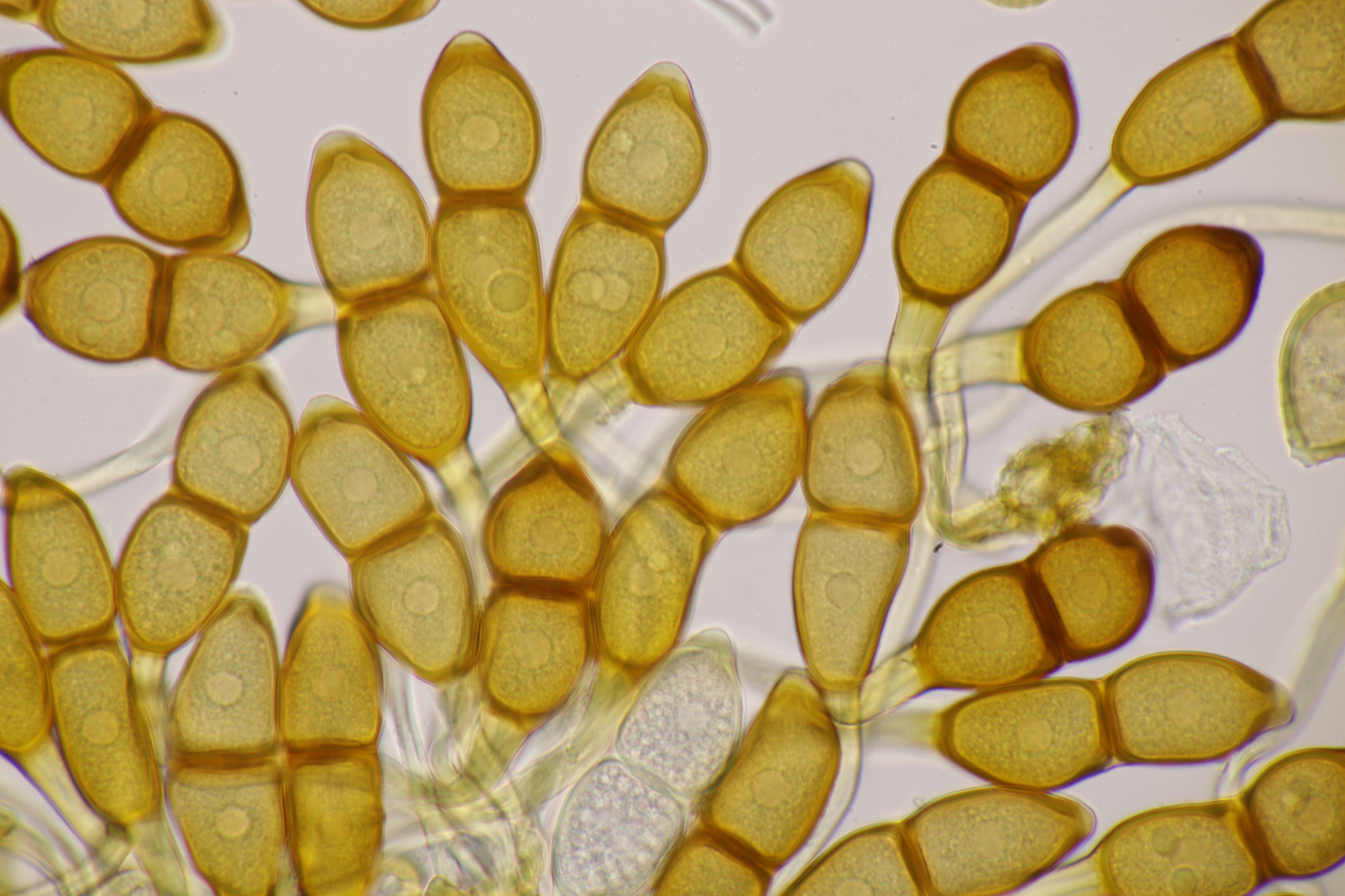
Teliosporen